# جان ماري أديافي
جان ماري أديافي (بالفرنسية: Jean-Marie Adé Adiaffi)‏ (1 يناير 1941 - 15 نوفمبر 1999) كاتب وكاتب سينمائي ومخرج سينمائي وناقد من ساحل العاج.
درس الفيلم في معهد الدراسات العليا للفن السينمائي والفلسفة في جامعة السوربون، قبل التدريس في بلده الأصلي.

## روابط خارجية
- جان ماري أديافي على موقع IMDb (الإنجليزية)
- جان ماري أديافي على موقع أول موفي (الإنجليزية)
- جان ماري أديافي على موقع قاعدة بيانات الفيلم (الإنجليزية)
- جان ماري أديافي على موقع كينوبويسك (الروسية)